# Joseph Constant
Joseph Constant (geboren 14. Juli 1892 in Jaffa, Osmanisches Reich; gestorben 3. Oktober 1969 in Paris) war unter dem Namen Constant ein französisch-israelischer Bildhauer und unter dem Pseudonym Michel Matveev ein russisch-französischer Schriftsteller.

## Leben
Joseph Constantinovsky wuchs in Odessa im Russischen Kaiserreich auf und erlebte dort als Kind die Revolution von 1905. Er besuchte ab 1914 die Kunstakademie in Odessa. Während der Oktoberrevolution 1917 war er in St. Petersburg und Moskau ein Inspekteur für Kunst in Kindergärten und Arbeiterclubs. Nachdem 1919 bei einem Pogrom in der Ukraine sein Vater und sein Bruder ermordet worden waren, floh er mit seiner Frau nach Palästina, wo er in einer Künstlerkolonie in Tel Aviv malte. 1923 gelangte er nach Paris. Ab 1927 stellte er im Salon d’Automne aus, von 1928 bis 1931 im Salon des Indépendants, 1932 und 1933 im Salon des Tuileries. Constant malte zunächst expressionistische Landschaften und Porträts und konzentrierte sich später auf die Bildhauerei.
Um seine klägliche Existenz aufzubessern, begann er unter dem Einfluss von Pierre Morhange unter dem Pseudonym Michel Matveev zu schreiben, von Beginn an in französischer Sprache. Sein erstes Buch, das in der Revolution von 1905 spielt, erschien 1928. Sein Roman über den Exodus der Juden Les traqués erschien 1933. Der Band mit Erzählungen Étrange famille erhielt 1936 den Prix des Deux Magots. 
Wie Constant die Zeit der deutschen Besetzung Frankreichs und die Judenverfolgung überlebt hat, ist nicht bekannt. Nach Gründung des Staates Israel arbeitete er auch dort als Bildhauer im Kibbuz En Harod, ab 1962 hatte er neben seinem Atelier in Paris ein zweites in Ramat Gan, darin wurde später ein kleines Museum eingerichtet. 1959 veröffentlichte er unter dem Titel Ailleurs autrefois seine Kindheitserinnerungen.

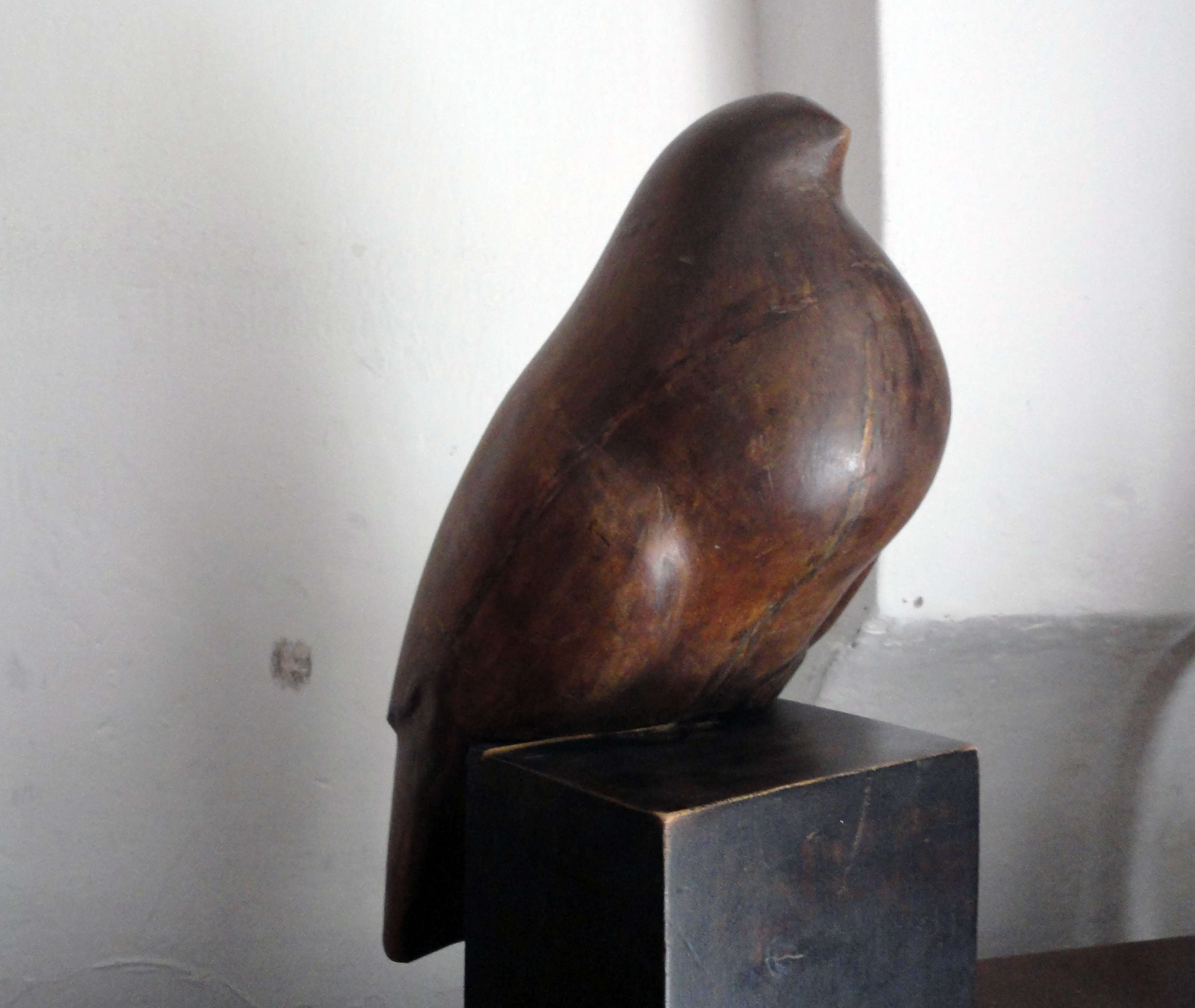
Plastik im Jerusalemer Museum Ticho House

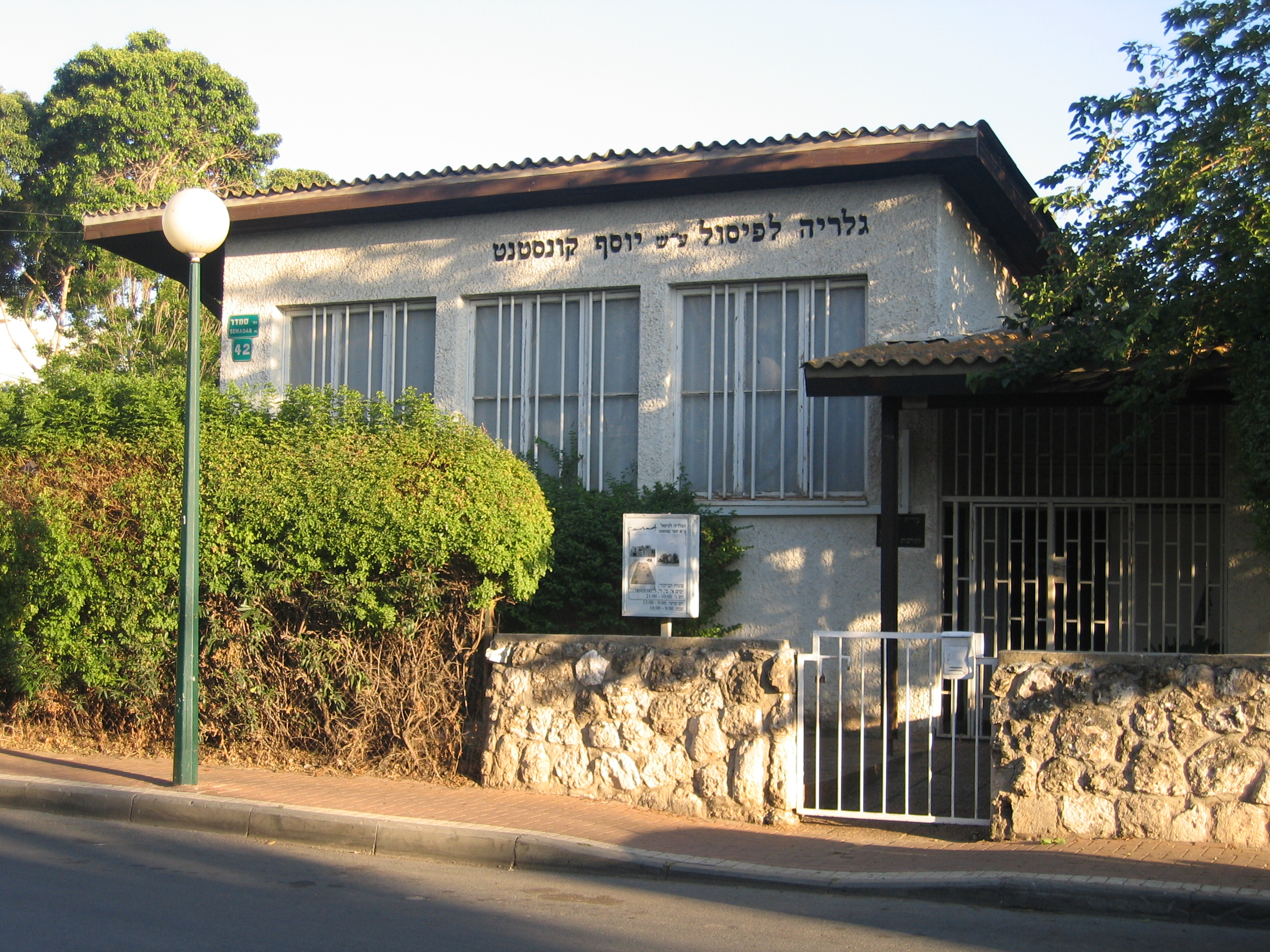
Joseph Constant house in Ramat Gan

## Schriften (Auswahl)
- Les hommes du 1905 russe. 1928
  - Die Armee der namenlosen Revolutionäre. Übersetzung und Nachwort Rudolf von Bitter. Bonn : Weidle, 2014
- Les traqués. Paris : Gallimard, 1933 
  - Die Gehetzten. Übersetzung und Nachwort Rudolf von Bitter. Bonn : Weidle, 2010
- Étrange Famille. Paris : Gallimard, 1936
- Henri Barbusse (Hrsg.): Lettres de Lénine à sa famille. Mitarbeit Alfred Kurella, Übersetzung Pierre Morhange und Michel Matvéev. Paris : Rieder, 1936
- La cité des peintres. Paris : Atlas, 1947 
  - Das Viertel der Maler. Übersetzung und Nachwort Rudolf von Bitter. Bonn : Weidle, 2016
- Ailleurs autrefois. Paris : Gallimard, 1959